# 関屋正彦
関屋 正彦（せきや まさひこ、1904年11月13日 - 1994年8月27日）は、日本の教育者、聖職者、官僚。立教英国学院校長、聖ヨハネ大学教授、普連土学園校長、日本聖公会の聖職者。

## 人物・経歴
1904年、関屋貞三郎（第17代静岡県知事、貴族院議員）の長男として生まれる。
一高を経て、東京帝国大学法科を卒業後、内務省と進むも長野県庁出向時に辞職。
母親・キヌの影響で日本聖公会の信徒であったことから聖職者を志し、1930年にケンブリッジ大学ウエスト・コット・ハウス神学校に留学。
1931年に満州事変がおこり、国は満州国建設と中国制覇に傾倒していくが、関谷は何が正しいかを考える青年の養成を志し、1932年に帰国すると東京北区滝野川に学生塾「一心塾」と開拓教会を開いた。
1937年には、日本の中国侵攻を説明する外務省特使としてロンドンに派遣、帰国後聖公会の牧師を辞職。
1942年にはユダヤ人難民の世話のため日本海軍武官府嘱託として上海に赴き、実吉敏郎の配下として上海無国籍難民指定居住区の開設に尽力したのち、1943年に辞して、聖ヨハネ大学教授となる。
戦後となり、残留日本人や中国人の戦後処理を手伝う。
1947年に帰国し、普連土学園校長として学校を再建し、ニュージーランド・マッセー大学日本語講座講師（1966-1969）、聖公会牧師（司祭）を務め、定年退職。
1974年に立教英国学院の第3代校長として再渡英し、晩年は紀尾井町の自邸に紀尾井聖会を開き、聖書講読会を主宰した。
1994年8月27日、肝臓癌のため死去。